# Montoggio
Montoggio – miejscowość i gmina we Włoszech, w regionie Liguria, w prowincji Genua.
Według danych na rok 2004 gminę zamieszkiwało 1987 osób, 43,2 os./km².